# Dracunculus vulgaris
La dragoneta  (Dracunculus vulgaris Schott) es una planta de la familia de las aráceas.

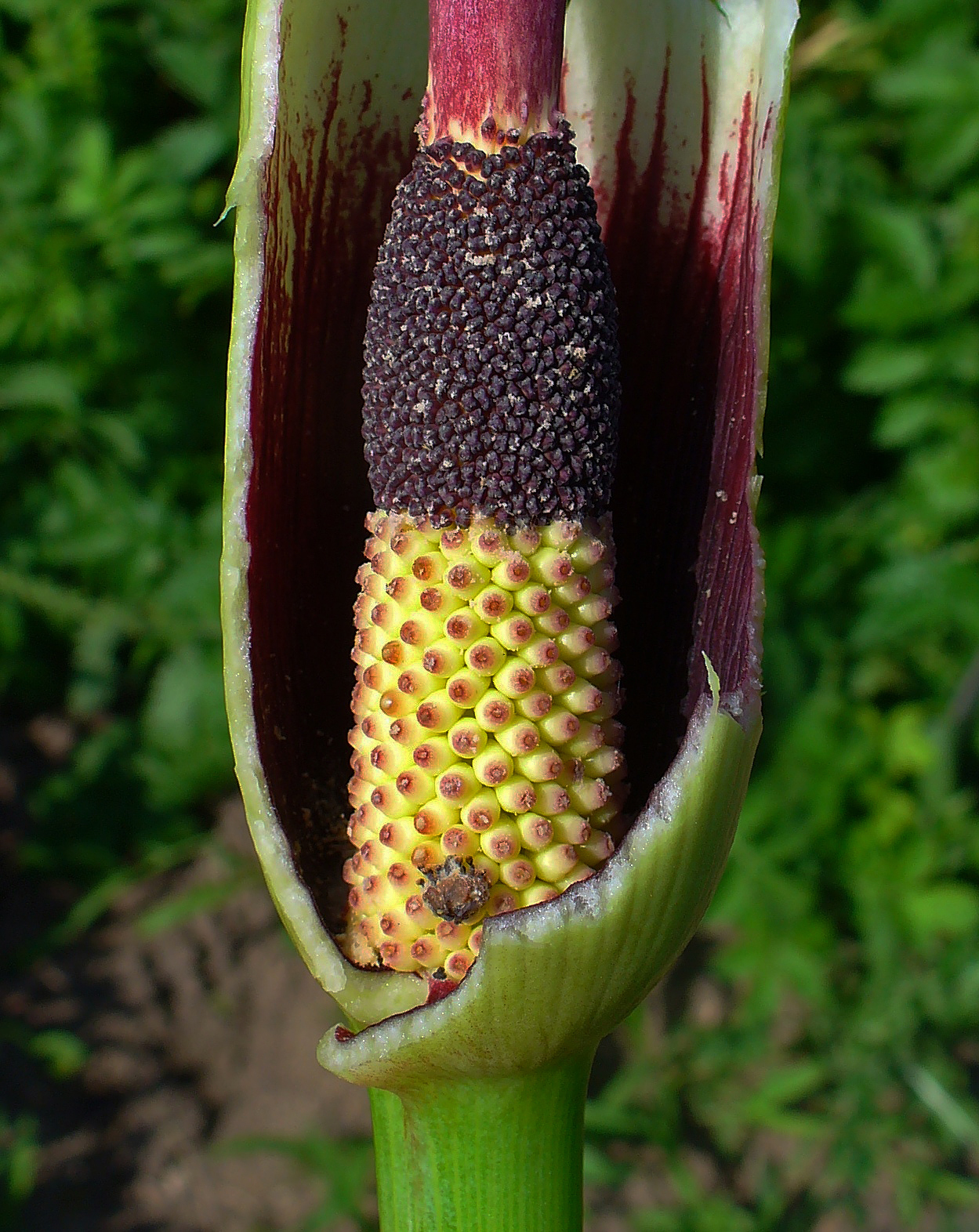
Detalle de la planta

## Características
Es una planta perenne, de hasta más de 1 m de altura, con tubérculo subterráneo y tallo sin hojas. Hojas con pecíolo largo, que se amplia en la base en un disco de manchas púrpuras, lámina de 10-20 cm de largo y 11-35 cm de ancho, profundamente dividida en 9-15 segmentos elípticos hasta lanceolados y puntiagudos. Bráctea de la inflorescencia (espata) de 20-50 cm de largo, normalmente glabra, por fuera verdosa y por el interior púrpura amarronada, la parte inferior enrollada, la superior casi plana con el borde ondulado. Espádice tan alto como la espata, sin o con pocas flores estériles, apéndice de color púrpura oscuro, con pedúnculo corto, pálido. Bayas rojo anaranjadas. Venenosas. El ganado la evita. Florece en primavera.
Su olor característico es como de una carne en descomposición.

## Hábitat
Bosquecillos, tierras de cultivo , ruinas.

## Distribución
Mediterráneo central y oriental, hasta el sur de Bulgaria.

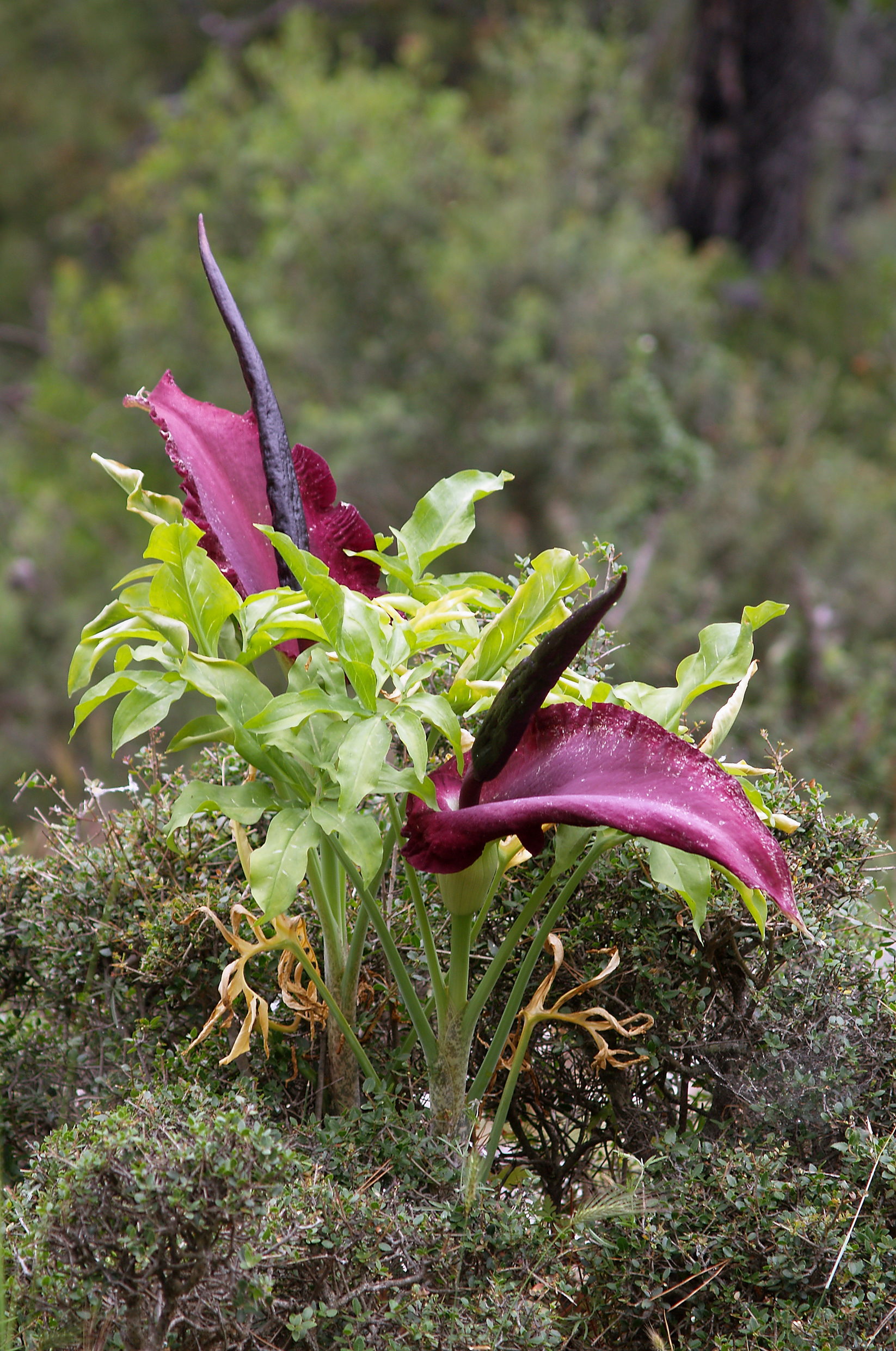
Vista de la planta

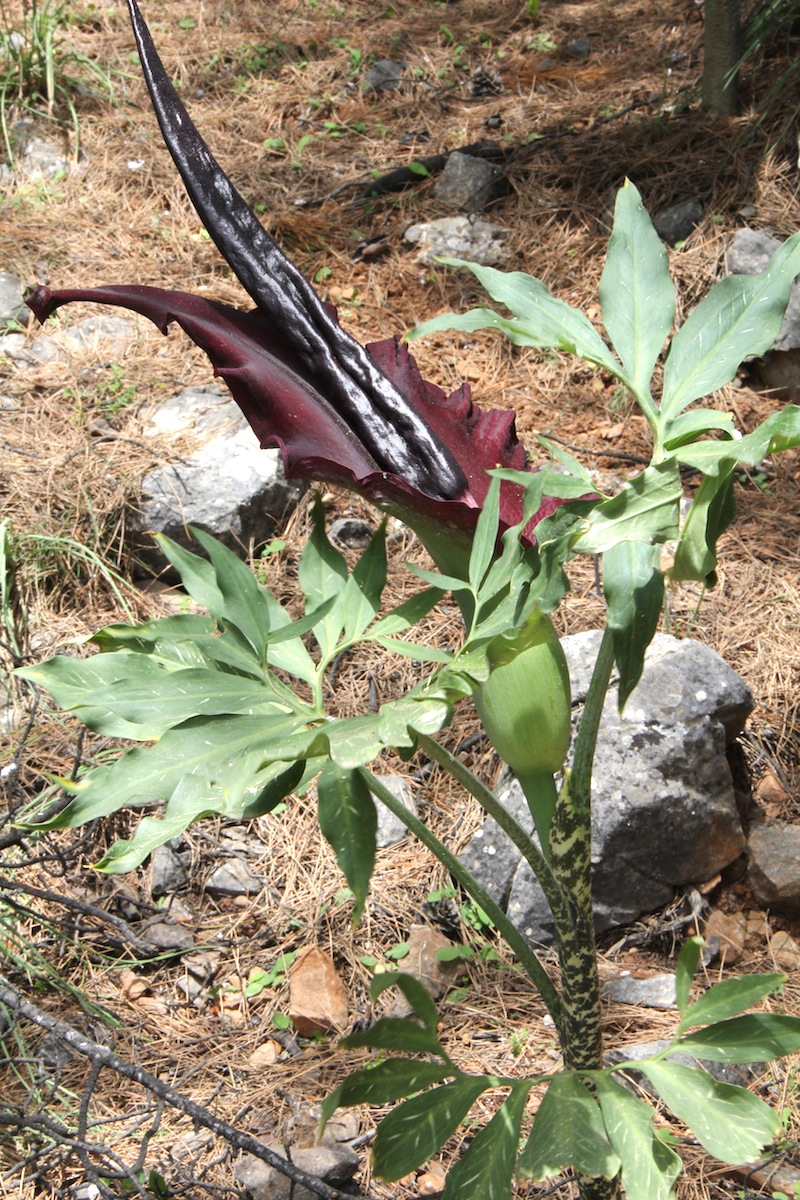
Vista de la planta

## Propiedades
No debe ser ingerido por ser tóxico.
- Un médico griego, Dioscórides, resumió en sus escritos el conocimiento humano del uso de las plantas medicinales; anotó, por ejemplo, que el dracunculus (dragontea), una planta con tallo "moteado como el vientre de una serpiente", controla el cáncer, es abortivo, cura la gangrena y es bueno para la vista.

## Taxonomía
Dracunculus vulgaris  fue descrita por Heinrich Wilhelm Schott y publicado en Meletemata Botanica 1: 17. 1832.
Etimología
Dracunculus: nombre genérico que deriva del griego draconis = "dragón", y -unculus =  "pequeño", que significa "un pequeño dragón o  serpiente", se conoce desde Plinio el Viejo, quien dijo que el nombre fue dado por el parecido del rizoma a una pequeña serpiente.
vulgaris: epíteto latino que significa "vulgar".
Sinonimia
- Arum dracunculus L. (1753).
- Dracunculus spadiceus Raf. (1837), nom. illeg.
- Aron dracunculum (L.) St.-Lag. (1880).
- Dracunculus dracunculus (L.) Voss (1895), nom. inval.
- Dracunculus major Garsault (1764), opus utique oppr.
- Arum guttatum Salisb. (1796).
- Dracunculus polyphyllus Blume (1836), nom. illeg.
- Dracunculus creticus Schott (1860).[5]

## Nombres comunes
- Castellano: atrapa-moscas, colubrina, culebrilla, culebrina, dracontio, dragoncillo, dragonera, dragoneta, dragontea, dragontea mayor, flor del lagarto, flor de la muerte, flor de la culebra, hierba culebra, hierba culebrera, hierba culebrera mayor, hierba de la culebra, luf, piel de serpiente, rabo de lagartija, serpentaria, serpentina, serpentón, taragontia, taragontia mayor, taragontia real, tragontia, yerba culebrera mayor, yerba de la culebra, zaragutia, zumillo.[6]